# アゲハ/selfish
「アゲハ/selfish」（アゲハ / セルフィッシュ）は、2006年8月2日発売のTourbillonの4枚目のシングル。
オリコンチャート初登場・最高位21位。

## 概要
- 初回限定盤と通常盤が発売された。
- 「河村隆一の類似商品としてソロ作品の隣におかれてしまう、というのを避けなければいけなかった」と語っている。売れる売れないというより、「何回ぐらい聞かれるCDなのか、一生大事にしてもらえるCDなのか」ということを重視しているという。
- 「アゲハ」はヒットチャートをドカンとにぎわすような楽曲ではないと、長年親交のある棚橋和博に評価されるよう、確信犯的にリリースした楽曲であるという。
  - 「ヒットチャートをにぎわすような楽曲ではないが、匂いや雰囲気を持っている楽曲」と本人が語っている。

## 収録曲

### CD＋DVD 初回限定生産
1. アゲハ
作詞: RYUICHI  作曲: H.Hayama
2. selfish
作詞・作曲: INORAN
3. アゲハ Instrumental
4. selfish Instrumental

DVD
1. アゲハ Music Video

### CDのみ
1. アゲハ
2. selfish
3. I know nothing
4. season